# Нардус, Леонардус
Леонардус (Лео) Нардус (нидерл. Leonardus "Leo" Nardus, урожд. Леонардус Саломон, нидерл. Leonardus Salomon; 5 мая 1868[…], Утрехт — 12 июня 1955, Ла-Марса, Тунис) — нидерландский художник, торговец предметами искусства и спортивный меценат, призёр Олимпийских игр по фехтованию.

## Биография
Леонардус Саломон родился в 1868 году в Утрехте, его родителями были торговец антиквариатом Маркус Саломон и Катарина Алида Берлейн. Учился в Амстердаме в Королевской академии изящных искусств. Побывал в Испании, Италии, Сенегале, Египте, Алжире, Тунисе. С 1894 года до начала XX века продавал произведения искусства в США, пользуясь возникшим там интересом к картинам голландского Ренессанса и тем, что американские покупатели не очень хорошо разбирались в голландской живописи. В 1904 году в Париже женился на Элене Буржуа, в браке у них родились две дочери. В 1911 году Леонардус Саломон официально сменил фамилию на «Нардус», и с той поры его иногда называли «Лео Нардус».
В 1912 году Лео Нардус под псевдонимом «Саломонсон» принял участие в Олимпийских играх в Стокгольме, где в составе сборной Нидерландов завоевал бронзовую медаль в командном первенстве по фехтованию на шпагах. Также Лео Нардус любил шахматы и финансово поддерживал ряд шахматистов — в частности, Давида Яновского и Фрэнка Маршалла, что позволило им сыграть матчи за звание чемпиона мира с Эмануилом Ласкером. Существуют портреты Маршалла и Ласкера, написанные рукой Нардуса.
После начала Первой мировой войны Лео Нардус вернулся в Нидерланды, и с 1915 года жил в Бларикюме. В 1921 году он развёлся и переехал в особняк во Французском Тунисе. Его коллекция произведений искусства, в которой были работы Рембрандта, Рубенса, Халса и Веласкеса, не была разделена при разводе, и осталась на хранении в Нидерландах у Арнольда ван Бюрена, так как климат Северной Африки мог оказаться вредным для картин. В 1928 году Нардус и Ван Бюрен заключили договор о совместном владении картинами.
После того как в 1940 году Нидерланды были оккупированы Германией, коллекция Нардуса была конфискована как еврейская собственность и продана с аукциона.